# Журавель, Владимир Андреевич
Владимир Андреевич Журавель (укр. Володмир Андрійович Журавель; род. 7 марта 1956, Днепропетровск, Украинская ССР) — украинский учёный-правовед, специалист в области криминалистики. Доктор юридических наук (2000), профессор (2003), академик НАПрН Украины (2017). Начиная с 1980 года работает на кафедре криминалистики Национального юридического университета имени Ярослава Мудрого, где 2001 года занимает должность профессора. С 2004 по 2016 годы возглавлял сектор исследования проблем прокурорской деятельности и досудебного расследования НИИ изучения проблем преступности НАПрНУ, с 2016 по 2021 был главным учёным секретарём Национальной академии правовых наук Украины, с 2021 по 2022 был первым вице-президентом, в 2022—2023 годах был исполняющим обязанности Президента этой научной организации, а в июне 2023 года был избран Президентом. Заслуженный работник образования Украины (2004).

## Биография
Владимир Журавель родился 7 марта 1956 года в Днепропетровске Украинской ССР. Детство и юность провёл в Днепропетровске, а затем служил срочную службу в армии. Демобилизовавшись поступил в Харьковский юридический институт, который окончил в 1980 году. Во время учёбы в институте работал в студенческих строительных отрядах. После окончания учёбы поступил в аспирантуру на кафедру криминалистики своей альма-матер. После того как он поступил в аспирантуру, в вышестоящих инстанциях более года не могли утвердить тему его кандидатской диссертации и только после вмешательства председателя координационного бюро ВНИИ проблем укрепления законности и правопорядка при Прокуратуре СССР Николай Селиванова, тема была утверждена.
В 1983 (по другим данным в 1984) году Владимир Журавель под научным руководством профессора В. Е. Коноваловой защитил диссертацию на соискание учёной степени кандидата юридических наук по теме «Допрос потерпевшего и использование его показаний для построения методики расследования отдельных видов преступлений». Его официальными оппонентами на защите этой работы выступили профессор А. В. Дулов и доцент А. А. Закатов.